# Kenji Midori
Kenji Midori (緑 健児 Midori Kenji, født 18. april 1962) er en japansk kampsportsinstruktør i fuld-kontakt Karate. Han har 8. Dan i World Karate Organization Shinkyokushinkai.
Han står i spidsen for organisationen World Karate Federation Shinkyokushinkai og er formand for All Japan Fullcontact Karate Federation.

## Karriere
Midori begyndte at konkurrere i 1980’erne og nåede en fjerdeplads ved Chiba Kyokushin-turneringen samt en tredjeplads ved Nishinippo-turneringen. I 1984 deltog han for første gang i de store turneringer og blev nummer otte i letvægtsklassen ved de japanske mesterskaber. Året efter placerede han sig som nummer fem i den åbne vægtklasse. Samme år deltog han i den anden udgave af de japanske mesterskaber med vægtklasser og vandt letvægtsfinalen over Hiroyuki Miake.
I 1987 stillede Midori for første gang op i World Open og nåede blandt de sidste seksten, før han røg ud til britiske Michael Thompson. Senere samme år genvandt han det japanske letvægtsmesterskab efter endnu en finalesejr over Hiroyuki Miake.
Året efter, i 1988, tog han til Schweiz for at deltage i Sursee Cup. Her kæmpede han sig frem til finalen i åben vægtklasse, hvor han tabte til Andy Hug.
I 1990 fik han sit næste store resultat: sit tredje japanske mesterskab i letvægt, denne gang med en finalesejr over Kensaku Yamamoto. Han var også med i Japan Open samme år og nåede finalen, men måtte se sig slået af Akira Masuda.
I 1991 deltog Midori for anden gang i World Open – og denne gang blev han verdensmester. I finalen stod han over for landsmanden Akira Masuda, som han også havde mødt året før ved de japanske mesterskaber. Denne gang var det Midori, der trak det længste strå.
Kenji Midori var elev af Mas Oyama, grundlæggeren af Kyokushin kaikan . Han tabte i det fjerde verdensmesterskabet til briten Michael Thompson . Efter det 4. verdensmesterskab vandt Midori sin tredje All Japan Weight-titel og nåede til finalen i All Japan-turneringen. Fire år senere deltog Midori i det 5. verdensmesterskab, hvor han besejrede den regerende All Japan-mester, Akira Masuda, og blev dermed den 5. Kyokushin karateverdensmester.
Før verdensmesterskaberne tog præsident Oyama til Midoris hjemby, Amami Oshima, for at give ham opmuntring. Det var også ham, der sagde de ord, "Desperate Achievement", som senere blev titlen på Midoris bog.
Ved det 5. verdensmesterskab i karate i 1991 vandt Midori åben vægt-klassen, selvom han kun var 165 cm høj og vejede omkring 70 kg. Han slog stærkere, og størrere modstandere end hamselv, som Hiroki Kurosawa og Akira Masuda og fik kælenavnet “den lille kæmpe”.

## Senere år
Han stoppede sin aktive karriere efter det 5. verdensmesterskab i karate. Herefter trænede og underviste han næste generation af karateudøvere som leder af lokale afdelinger i sin hjemby Amami Oshima og i Fukuoka.
Efter Masutatsu Oyamas død, i 1994, delte Den Internationale Karate Organisation (IKO) sig oprindeligt op i tre grupper, hvoraf den ene, kendt som IKO-2, blev ledet af Yukio Nishida. 
Efter at Nishida trak sig, blev han efterfulgt af Keiji Sanpei, som igen blev efterfulgt af Yasuhiro Shichinohe og derefter til sidst Kenji Midori. Under Midoris ledelse ændrede organisationen formelt navn til NPO (Non-Profit Organization) World Karate Organisation (WKO) Shinkyokushinkai i 2003. 
I dag har Midori stillingen som Daihyo (præsident) for WKO Shinkyokushinkai (新極真会).

### Forsøg på at få fuldkontaktkarate optaget som olympisk sport
I de senere år har Shinkyokushinkai meldt ud, at de gerne vil have fuldkontakt-karate gjort til en olympisk disciplin. Derfor meldte de sig i 2010 ind i Japan Martial Arts Association (JMAGA), hvor formanden er Tomiaki Fukuda – som også er næstformand i den japanske olympiske komité.
I marts 2013 blev han formand for All Japan Fullcontact Karate Federation – en organisation, der arbejder for at samle de forskellige fuldkontakt-karategrene og få sporten med ved OL.
I august 2016 godkendte Den Internationale Olympiske Komité, at karate skulle være en ekstra sportsgren ved OL i Tokyo 2020 – men fuldkontakt-kumite blev ikke en del af det. Til åbningen af Karate Dream Festival 2016 sagde Midori blandt andet: "Jeg vil gerne vise resten af sportsverdenen, hvor speciel fuldkontakt-karate er, hvor mange støtter sporten, og ikke mindst hvor stærk en kampsport karate er. En dag håber jeg, den bliver en del af OL."

## Turneringspræstationer

### 1980
April - 1. Chiba-turnering: 4. plads
- 1. runde: Sejr over Hitoshi Ebitsuka (ippon)
- 2. runde: Sejr over Yoshinori Tashiro
- 3. runde: Sejr over Shinichi Kamiya (waza-ari)
- Kvartfinale: Sejr over Tatsuya Sato efter forlænget kamp
- Semifinale: Tabte til Akira Matsui
- Kampen om 3. pladsen: Tabte til Hideaki Kakinuma

### 1983
August – 1. Vestjapanske mesterskab: 3. plads
- 1. runde: Sejr over Hajime Nakata (4–0)
- 2. runde: Sejr over Yuji Yamamoto (5–0)
- 3. runde: Ipponsejr over Fujio Nishimura med bagre rundspark
- Kvartfinale: Sejr over Takeichi Kunimoto (3–0)
- Semifinale: Tabte til Koichi Kawabata (0–3)
- Kampen om 3. pladsen: Sejr over Katsuhito Gokai efter forlænget kamp

### 1984
April – 1. Japanske vægtklasse-mesterskab, letvægt: Ottendedelsfinalen
- 1. runde: Sejr over Tadaaki Fujimichi (4–0)
- 2. runde: Sejr over Masahiko Henmi (5–0)
- 3. runde: Sejr over Sadao Yaegashi (5–0)
- Kvartfinale: Tabte til Haruo Nakashima efter forlænget kamp (0–3)

### 1985
Juni – 2. Japanske vægtklasse-mesterskab, letvægt: Vinder
- 1. runde: Ipponsejr over Yoshio Harada med øvre rundspark
- 2. runde: Sejr over Kazuhiro Sakamoto (5–0)
- 3. runde: Sejr over Hirofumi Takeshita (5–0)
- Kvartfinale: Sejr over Hisayoshi Tsuda (3–0)
- Semifinale: Sejr over Hiroyuki Sadamoto (4–0)
- Finale: Sejr over Hiroyuki Miake (5–0)

November – 17. Japanske mesterskab: 5. plads og fair play-pris
- 1. runde: Sejr over Koki Kudo (5–0, waza-ari)
- 2. runde: Sejr over Yasuharu Fujiwara (4–0)
- 3. runde: Sejr over Nobuo Okamoto efter forlænget kamp (5–0)
- 4. runde: Sejr over Yasushi Takahashi efter forlænget kamp (4–0)
- Kvartfinale: Tabte til Akira Masuda (0–5)

### 1986
November – 18. Japanske mesterskab
- 1. runde: Ipponsejr over Kenichi Irisa med nedre rundspark
- 2. runde: Tabte til Hiroyuki Miake efter forlænget kamp (0–5)

### 1987
Juni – 4. Japanske vægtklasse-mesterskab, letvægt: Vinder
- Kvalifikation: Sejr over Toru Sakata (5–0, waza-ari)
- 1. runde: Sejr over Mitsuru Sonoyama (5–0, waza-ari)
- Kvartfinale: Sejr over Yasuhiro Kanenishi (4–0)
- Semifinale: Sejr over Hisayoshi Tsuda (5–0, waza-ari)
- Finale: Sejr over Hiroyuki Miake efter forlænget kamp (5–0)

November – 4. Verdensmesterskab: Top 16
- 1. runde: Sejr over Herman Rodriguez (5–0)
- 2. runde: Sejr over Theo Kok Khun (4–0)
- 3. runde: Sejr over A. Panayiotis efter 2 x forlænget kamp (5–0)
- 4. runde: Sejr over Adelino Silva efter 2 x forlænget kamp på vægtmåling
- 5. runde: Tabte til Michael Thompson (0–4)

### 1988
September – Schweiz international: 2. plads
- 1. runde: Sejr over Santiago Aralcon (5–0)
- 2. runde: Sejr ved walkover
- Kvartfinale: Tabte på diskvalifikation mod Joseph Borza
- Finale: Tabte til Andy Hug efter 2 x forlænget kamp på point

### 1990
Juni – 7. Japanske vægtklasse-mesterskab, letvægt: Vinder
- Kvalifikation: Ipponsejr over Makoto Takasaki
- Kvalifikation: Sejr over Mitsuya Sano (5–0, waza-ari)
- 1. runde: Sejr over Hidenori Ueki (4–0)
- 2. runde: Ipponsejr over Yoshihiro Kakuta med bagre rundspark
- Semifinale: Sejr over Toru Sakata (5–0)
- Finale: Sejr over Kensaku Yamamoto (5–0)

December – 22. Japanske mesterskab: 2. plads
- 1. runde: Ipponsejr over Akihide Negishi med midterste rundspark
- 2. runde: Sejr over Jiyu Shibata (5–0)
- 3. runde: Sejr over Mamoru Takahashi (3–0)
- 4. runde: Sejr over Kiyofumi Abe (3–0)
- Kvartfinale: Sejr over Takeshi Uchiyama efter 2 x forlænget kamp (4–0)
- Semifinale: Sejr over Tatsuya Iwasaki efter 2 x forlænget kamp på vægtmåling
- Finale: Tabte til Akira Masuda efter 2 x forlænget kamp (0–5)

### 1991
November – 5. Verdensmesterskab: Verdensmester
- 1. runde: Ipponsejr over Ramzi Bajiracharya med cirkelspark mod mellemgulvet
- 2. runde: Sejr over Bongani Muviza efter forlænget kamp (5–0)
- 3. runde: Sejr over Ricardo Velasquez (4–0)
- 4. runde: Ipponsejr over Spiteri Corn med øvre rundspark
- 5. runde: Sejr over Tadeu Silva (5–0)
- Kvartfinale: Sejr over Yasuhiro Shichinohe efter 2 x forlænget kamp på vægtmåling
- Semifinale: Sejr over Hiroki Kurosawa efter 2 x forlænget kamp på vægtmåling
- Finale: Sejr over Akira Masuda efter 2 x forlænget kamp på vægtmåling

## TV-optrædener
Shinkyokushin Spirit 
Han optrådte i et 60-minutters program, der sendes én gang om måneden på J SPORTS3. Programmet omhandler Shinkyokushin Karate og dækker lokale turneringer i hele landet, internationale stævner samt optagelser fra dojos og træning.
Den mindste lektion i universet!